# Aulacomya
Genre
Aulacomya est un genre de mollusques bivalves, des moules d'eau salée appartenant à la famille des Mytilidae, les vraies moules.

## Liste des espèces
Selon World Register of Marine Species (17 novembre 2018) :
- Aulacomya atra (Molina, 1782)
- Aulacomya capensis (Dunker, 1846)
- Aulacomya maoriana (Iredale, 1915)
- Aulacomya regia Powell, 1957

Les synonymes incluent :
- Aulacomya ater (Molina, 1782) accepté comme Aulacomya atra (Molina, 1782)
- Aulacomya magellanica (Chemnitz, 1783) accepté comme Aulacomya atra (Molina, 1782)